# Eriobotrya serrata
Eriobotrya serrata är en rosväxtart som beskrevs av António José Rodrigo Vidal. Eriobotrya serrata ingår i släktet eriobotryor, och familjen rosväxter. Inga underarter finns listade i Catalogue of Life.